# Rajon Drochia
Der Rajon Drochia ist ein Rajon im Norden der Republik Moldau. Sein Hauptort ist Drochia.

## Geographie
Der seit 2003 bestehende Rajon liegt in einem flachhügeligen Tiefland im Norden des Landes. Die Nachbarbezirke sind Dondușeni, Florești, Rîșcani, Sîngerei und Soroca.
Der Distriktshauptort Drochia hatte 13.150 Einwohner bei der Volkszählung 2014. Weitere größere Gemeinden sind Pelinia mit 7.394 Einwohnern, Chetosu mit 4.777 Einwohnern, Țarigrad mit 3.977 Einwohnern, Cotova mit 2.954 Einwohnern, Nicoreni mit 2.832 Einwohnern, Ochiul Alb mit 2.636 Einwohnern und Zgurița mit 2.065 Einwohnern.

## Bevölkerung
1959 lebten im Gebiet des heutigen Rajons 84.974 Einwohner. In den darauf folgenden Jahrzehnten stieg die Zahl der Einwohner kontinuierlich an: von 93.724 im Jahr 1970 über 94.915 im Jahr 1979 bis zu 96.953 im Jahr 1989. Bis 2004 sank wie in ganz Moldau die Bevölkerungszahl des Rajons, die in jenem Jahr 87.092 betrug. 2014 lag sie bei 74.443.
Laut der Volkszählung 2004 stellen die Moldauer mit 85,4 % die anteilsmäßig größte Volksgruppe im Rajon Drochia, gefolgt von den Ukrainern mit 11,3 %. Kleinere Minderheiten bilden die Russen mit 1,9 %, die Rumänen mit 0,8 % und die Gagausen mit 0,1 %.